# Meunasah Geudong (Baktiya)
Meunasah Geudong is een bestuurslaag in het regentschap Aceh Utara van de provincie Atjeh, Indonesië. Meunasah Geudong telt 1221 inwoners (volkstelling 2010).